# Caught in the Game
'Caught in the Game' är rockbandet Survivors fjärde studioalbum släppt år 1983. Albumet var den sista med sångaren Dave Bickler.

## Låtlista
| 1. | Caught in the Game             | 4:46 |
| 2. | Jackie Don't Go                | 4:04 |
| 3. | I Never Stopped Loving You     | 4:07 |
| 4. | It Doesn't Have to Be This Way | 3:59 |
| 5. | Ready for the Real Thing       | 3:55 |

| 6. | Half-Life                 | 5:06 |
| 7. | What Do You Really Think? | 3:48 |
| 8. | Slander                   | 5:18 |
| 9. | Santa Ana Winds           | 6:35 |